# Lasianthus oliganthus
Lasianthus oliganthus är en måreväxtart som beskrevs av George Henry Kendrick Thwaites. Lasianthus oliganthus ingår i släktet Lasianthus och familjen måreväxter.
Artens utbredningsområde är Sri Lanka. Inga underarter finns listade i Catalogue of Life.